# ソード・ワールドRPGリプレイ第3部
ソード・ワールドRPGリプレイ第3部（ソード・ワールドアールピージーリプレイだいさんぶ）は、『月刊ドラゴンマガジン』1992年11月号から1995年3月号まで連載された、『ソード・ワールドRPG』のリプレイ作品。単行本は全4巻14話。他に『リプレイ・アンソロジー』収録の1話。リプレイ第3部、バブリーズ編とも称される。新装版はバブリーズ編と正式に銘打たれた。ゲームマスター (GM) は清松みゆき。イラストレーターは中村博文。
プレイヤー・キャラクター (PC) はアーチー、フィリス、スイフリー、パラサ、レジィナ、グイズノーの6人。

## 概要
『リプレイ第2部』から続く『ソード・ワールドRPG』リプレイシリーズの3作目。前2作からGMと舞台を変えて開始された。主な舞台はソード・ワールドの主舞台の一つであるアレクラスト大陸東方の大国「賢者の王国」オランと、聖王国アノスを中心とした極東地方。
山本弘がGMを担当した前2作と比べると、裏のあるシティ・アドベンチャーや国家規模の陰謀劇など謎解きと複雑な交渉を要するシナリオが多く、熱気とフレンドリーさで押してきた山本リプレイとは異なるクールな印象を与えている。清松自身も山本との違いを意識していたようで、山本が得意とした読者サービス（＝登場キャラクターのヌードシーン）を作中で拒否している。
プレイヤーもグループSNEのベテラン勢が複数参加しており、ゲームルールの穴を突いたような知的プレイングスタイルが読者の話題を呼んだ。クールなだけではなくユーモアにも溢れており、数々の名言や迷言を生んでいる。中でもGMのミスによって大金を得て以降のPCによる快進撃は、清松が担当していたケイオスランドの一部設定変更を余儀なくさせ、更には基本ルールの大幅改訂という『ソード・ワールドRPG 完全版』出版への契機となった。リプレイ終盤では「パーティの良心」と呼ばれたレジィナ以外のPCが悪役のような容姿のイラストに変貌を遂げるなどイラスト面での遊びもなされ、人気の上昇に拍車をかけた。これらエピソードの詳細は#関連エピソードとルール改訂を参照のこと。一部に作品の核心部分等が含まれています。
連載終了後も当リプレイの人気は持続し、単行本が入手困難になった後も古本屋やネットオークションなどで買い求めるファンも存在した。この結果、ソード・ワールドRPGのリプレイとしては初めて、2002年に新装版が発行されることになった。
20世紀末におけるソード・ワールドRPGの絶頂期を現出した作品となっている。

## あらすじ
「賢者の国」オランの王都に偶然居合わせた（という設定を提示された）、一癖も二癖もある6人の新米冒険者たち（と、彼らを操るプレイヤーたち）。そんな彼らの目前、真昼間の繁華街で事件は突然起こった。一人の男の胸に古代語魔法の一つ"エネルギー・ボルト"が炸裂したのだ。被害者に駆け寄る者、犯人を追いかける者、見ないふりをする者 (?) ……偶然と必然と報酬とが彼らを結び付け、事件は魔術師ギルドの不祥事へと繋がっていく。攻撃された被害者であるギルドの監査委員・クナントンから、盗まれた違法な共通語魔法（コモン・ルーン）の調査と奪還を依頼された冒険者たち。早速情報収集をしていると、現れたのは別の冒険者グループだった（第1話『賢者の事情』より）。

## 登場人物

### バブリー・アドベンチャラーズ（バブリーズ）
リプレイ第3部の主人公パーティーは「バブリー・アドベンチャラーズ」、後に略されて「バブリーズ」と呼称されている。『魔法戦士リウイ』シリーズの「砂塵の国の魔法戦士」P120では、「濡れ手に泡」（「濡れ手で粟」では無い）に「バブリーズ」とルビが振られ表記されている。
この通称は、セッション中に前回の冒険に対する報酬、及び次のシナリオ中でのギミックとして渡されたマジックアイテムの「スケープドール」（身代わり人形。所持者が受けたダメージを肩代わりして壊れる）が、実は破格の金銭的価値を持つことにプレイヤーたちが気付き、スケープドールを使用するのではなく売却して莫大な利益を得たことに端を発する。以降、高性能の装備を購入する、高価な消耗品を遠慮なしに使い潰す、冒険者や傭兵を雇って冒険に同行させる、など金にまかせた物量作戦を展開したことと、またそれが功を奏して一気に成り上がっていった様から、バブル景気に準えて命名されたものである。最終話に至るまでバブルが弾ける兆しは全く見えず、加えて完全版ではバブリーズの活躍を受けて魔晶石の価格が高騰したため、彼らが溜め込んだ魔晶石の資産価値も更に高騰している事になる。
しかし、バブリーズの真価は成金になる前から変わらぬ「考えた」「ある意味知的な」「策をめぐらす」プレイスタイルであり（中でも水野良が演じたとされるスイフリー、リーダーであるアーチーのそれは際立っている）、金銭や地位を得たことも「事件解決の道具として有用なマジックアイテムを、使わずに状況を切り抜けることで売り払う」という機転の結果で、知略を有効に活用する手段が拡充されただけであったということには注意すべきである。
拡大された人脈や地位は更なる冒険とその報酬へ繋がる、という一種のモデルケースとしての意味合いを持ち、極貧の冒険者が如何にして成り上がっていくかという、サクセスストーリーとしても価値のあるリプレイになった。当初は落ちこぼれの賢者や根無し草の吟遊詩人に過ぎず、人脈もせいぜい賢者の学院の監査委員や故買屋の主といったところであったバブリーズは、最終的には国家間の陰謀を防ぐ領域にまで至り、聖王国ファリスの政府高官や『天をも焦がす』古竜コーラスアスとすら面識を持っている。
バブリーズの持つ知恵と悪さと微妙な人情を併せ持つ雰囲気は人気が高く、「モケケピロピロ」「スイフリーの処世術講座」「無謀と慢心の精霊」など多数発生した名言、迷言も彼らのキャラクターを立て、人気を上昇させる結果につながった。
スイフリーは後の『魔法戦士リウイ』シリーズにおいて「限りなくダークに近いエルフの噂」として登場人物の台詞で語られ、またパラサの口癖も変形バージョンがグラスランナーの挨拶として『牧歌の国の魔法戦士』に登場しており、彼らの存在がフォーセリア世界に与えた影響は極めて大きい。『混沌の大地』でもヴォーゲルの悪夢の中に登場したり、「ゲートを破壊した金に汚いパーティ」と登場人物の会話で語られている。後発のサプリメントでは、彼らが小説版で使った手口を応用して悪事を働いた悪党も登場しているほどである。
アーチボルト・アーウィン・ウィムジー（アーチー）
オランに実家を持つ戦士で、一応パーティリーダー。連載開始時31歳。貴族にして賢者の家柄であったために賢者を目指すが挫折し、戦士へと転向した。しかし戦闘よりも策略で目立っている。パーティ内ではスイフリーと並び、作戦を立案して立ち回る事が多い。また傲慢な（貴族的ともいう）性格が目立つ反面、他者を思いやることも多い人間的な人物である。一度お見合いをするも破談になった。フィリスからも暫く言い寄られていたが、最終的には付かず離れずの腐れ縁となる。
筋力が低いことから当初は戦闘で活躍できなかったため、主戦力としてよりも参謀格としての立ち回りが目立ったが、魔剣アーチブレイドを手に入れてからは戦闘でも華々しく活躍し、最終的には大陸有数の戦士へと成長を遂げた。また、リプレイ最終回から小説版までの間に装備を更新している。最終的な佩剣となった「アーチブレイド・スリー」はフォーセリアでも最高ランクのブロードソード+3で、「魂砕き」「法の剣」「ファーラムの剣」といった世界に名だたる魔剣と、単純な切れ味では同格の業物である。
フィリス
オランに実家を持つ女性魔術師。連載開始時24歳。パーティー最大の筋力を持ちながら、魔術師の家系に生まれついたために仕方なくソーサラーを目指した。使い魔にぶち猫デイルを持つ。アーチーの実家ウィムジー家の財産目当てで彼に接近するが、最終的に破局し腐れ縁の関係となる。魔術師としての師は明確にされていないが、父親が導師であることから、もし父に師事したのであれば、第4部に登場したステラとラーンは姉妹弟子ということになる。
成長に高い経験点を必要とするソーサラーであるため、中盤までセージ技能を取得することができず、知識を旨とするソーサラーが虎すら知らないという珍事を発生させた。これはソード・ワールドRPG完全版において、ソーサラーとセージの同時習得時の経験点割引というルール改訂のきっかけになった。『デーモン・アゲイン!』のプレイ時には既にルールが改訂されていたが、GM及びプレイヤーの「今までのままの方が面白い」という判断により、フィリスのセージ技能レベルの調整は行われなかった。
グイズノー
知識神ラーダの神官。温厚で教養のある人間を装うことを好むが、娼館に通い詰める、飲酒を好む、華美な服装をするなど俗物で、放言・暴言も多く、他のPCからもGMからも読者からも「破戒坊主」「バブリーズ一の小悪党」「宗派はチャ=ザではなかったかと何度も思った」などと評される。太っていることが文章でもイラストでも描写されている。モケケピロピロの初出はこの男。他にも多数の擬音語を考案・使用しGMを困惑させた。
最初のエピソードでいきなり死亡し、GMの計算ミスで当時の相場である80,000ガメルの1/10の寄進で蘇ったため、"8,000ガメルの男"との通称がついた（物語的には書類の手違いで生き返ってしまい、グイズノーの代わりに死んだままになっている人物がいる事になっている）。その後、不足分の72,000ガメルはバブルが到来した際にまとめて寄進し埋め合わせている。この一件はソード・ワールドRPG完全版において、NPCに魔法をかけてもらう場合の依頼料が改訂されるきっかけになった。
セージ技能レベルはパーティ内で一番高いが、策謀に活かされる事はなく、スイフリーから「知謀策略はセージレベルではなく趣味の問題」とさえ言われた。しかしスイフリーの目に余る邪悪ぶりを制止するなど、稀にまともな一面を見せる事もあった。また、意外にも子供の相手は得意である。スイフリーは子供が苦手なので、NPCの子供と交渉する際にこれはかなり重要であった。
レジィナ
貧乏劇団出身の吟遊詩人だが、優れた腕力を活かすため戦士となった女の子。連載開始時16歳。当初はアーチーに代わってパーティの主戦力を務めていた。
単純素朴な人柄であり、真面目な性格が災いして目立たなかったが、知り合いや窮地に陥った人間を見捨てることができない性格から、昔の劇団の仲間や自分たちを演じた劇団の一員であるサンド少年を救うために奔走、仲間にかけあうなど、バブリーズの良心を引きとめ続けた最大の功労者。GMの清松も、レジィナがいなければバブリーズはどんな悪党パーティーになっていたか分からない、と作品のあとがきで語っている。
スイフリー
エルフの精霊使い。パーティーの参謀役。「言葉の魔術師」とパラサに称されて以来、自称もしている。人間社会の研究と称して森から出てきたエルフだが、急速に人間社会に適応し、社会の制度や慣習を巧みに利用して利益を作り出している。スケープドールの金銭的価値に気付いたのもスイフリーである。ロマールの軍師“指し手”ルキアルの好敵手を自称しており、最終的にはルキアルの対戦相手として知略を巡らせる事になる。
エルフ離れした即物的な言動から、早い段階で「あの耳は付け耳だ」「あの肌は白粉だ」などと揶揄されていたが、物語後半で図らずもダークプリースト技能を一時会得してしまってからは、挿絵でも耳の先端部などにその片鱗が見え隠れするようになった。また、ソード・ワールドRPGのリプレイ史上における最大ダメージは、スイフリーの放った「バルキリー・ジャベリン」4連続クリティカルによる55点である。
パラサ・ピルペ・パン
スイフリーと人気を二分したグラスランナーの盗賊。スイフリーとは親友のような間柄で、互いに「はとこ」「はとこの子」などと呼び合う。口癖は「にゅう」。
悪戯好きな性格ながらパーティの中ではレジィナと並ぶ良識派で、悪辣な発言や過激な行動などはほとんどしていない。戦闘では高い俊敏性と高い魔法耐性を駆使した前衛として活躍し、共通語魔法の「カウンター・マジック」を手に入れてからは、支援役としても優れた能力を発揮した。
リプレイPCとしては初のグラスランナーで、ロールプレイ・戦闘両面での活躍から種族としてのグラスランナーがスポットライトを浴びるきっかけを作る。パラサに起因するグラスランナーの設定も数多く、「グラスランナーは幼少時には3人1組で行動し、成人するとお互いの名を名乗る」などはその最たるものである。

### その他の登場人物

#### オラン

##### 魔術師ギルド（賢者の学院）
マルキ
オラン魔術師ギルドの落ちこぼれ魔術師。ギルド保有のマジックアイテムを横流ししたことが露見し騒動を起こす。
クナントン
オラン魔術師ギルドの監査委員。逃走したマルキの捜索をPCに依頼する。
アーリア・クィロート
錬金術師（といっても趣味の学問家、「ディレッタント」に近い）。クィロート家は一応骨董家だが、実態はアーチーの家と同じように、資産を切り売りして生活している。それなりの美人ではあるが、20代の半ばでGM曰く「ちょいとトウが立ってしまっている」。アーチーのお見合い相手で、極度の人間至上主義者。

##### 一般市民、盗賊ギルド
パイロン
故買屋・パイロン商店の店主。娘のコリーンを溺愛する親馬鹿。愛人はいない。故買屋はかなり儲かっているらしく、報酬の出し方からもそれがうかがえる。商売柄顔が広く、裏世界にもある程度の睨みがきく。
コリーン
パイロンの娘。店の商品を勝手に持ち出して遊びに使っている。
鼠
パダ盗賊ギルドの渉外担当幹部。
ボヤージ
守銭奴の商人。先述のパイロンに比べると器も商売の規模も小さく、その癖やたらとケチな小人。愛人がいる。バブリーズと出会ったのを契機に悲惨な目に遭い続け、ついには商売への情熱を喪い商人を引退してしまう。
イェルペ
ボヤージの愛人。バブリーズを出し抜いてボヤージの財産を横領しようとするが、ヴォーゲル一味にカモにされかかる。
ギリアム
迷探偵デュダシリーズから客演。不真面目な捜査態度で虎のトップに殺人容疑を被せ、レジィナを激怒させる。
ユーワン(U1)・ウルチャント
連続行方不明事件が発生したブラード近郊の村から救援を求めにやってきた依頼人。

##### ヴォーゲル一味
ヴォーゲル
混沌魔術を究めようとする魔術師。ごく小規模な悪の組織を率いていた。バブリーズによって混沌の地へ追放され、アレクラストへ戻れなくなる。その後は小説『混沌の大地』シリーズに登場する。
ヴォーゲルの副官
混沌魔術の力を与えられたダークエルフ。

##### オーファン人
オーファン特務部隊
オーファン王国の工作員。ロマールのスパイと目したサーカス団を調査していたが、その行動自体がロマールの軍師ルキアルの策謀に踊らされた結果だった。

##### ファリス神殿
ブラードの神殿長
ブラードのファリス神殿を統括する老人。イラストから人間男性と分かるが他は不明。
タイデグリー司祭
アノスのファリス神殿から派遣された監察官。高位の神官戦士。美髯をたくわえた壮年の人間男性。タイデグリーソードと通称される魔剣を所有し、トゥルーグローリーと命名された愛馬がいる。ファイター技能とプリースト技能を共に5レベル持っている、かなりの強者。ブラード近郊の村で発生した連続行方不明事件の報に接し単身村に向かうも、ワイトの大群（あるいはアンデッド・ナイト）に倒され自らもワイトとなってしまう。彼の死はバブリーズがアノスへ赴く契機となった。

##### ファラリス教団
アンデッド・ナイト使いの暗黒神官
ブラード近郊の村で発生したワイト騒動の黒幕。
D1
元盗賊の村人でファラリスの平信者。アンデッド・ナイト使いの暗黒神官に他の村人とともに誘拐されるが、率先してファラリスに入信し、神官からデーモン召喚の壺を渡され別の村で事件を起こす。しかし本人はデーモンに食われて死亡する。

##### サーカス団
団長
都市国家プリシスからオランへ巡業にやってきたサーカス団の団長。
ハーリー
かつてレジィナが所属していた旅芸人一座の座長で、現在はサーカス団の一員。
リズ
ハーリーの娘。レジィナをお姉ちゃんと呼び慕う。
トップ
ハーリー一家が飼っている虎。頭は良いが臆病で、芸を仕込むことができずにいる。

#### アノス
ファリスの神官もどき
タイデグリー司祭が残した書類を奪おうとバブリーズを襲撃した、どこかのファリス神殿の神殿長。何らかのアイテムに支配されて邪悪化している。悪事を働いていることですでにファリス神に見放されており、神聖魔法は使えない。彼を殺したことで、スイフリーに邪悪化の呪いがかかる。しかし、死亡する際にアイテムが破壊されたため、スイフリーにかかった呪縛は彼がかけられていたものより弱まった。
クレア・バーンロード
首都ファーズのファリス神殿に所属する神官戦士。呪いによって邪悪化したスイフリーを拘束したが、誤解が判明すると教団の意志を飛び越えて解呪に取り組んだため、出世コースを外れる。以後はスイフリーの監視のためバブリーズと接触を続け、冒険に同行したり、神殿や政府との窓口を務めたりした。リプレイ第4部に再登場した際は、バブリーズ不在のストローウィック城（通称バブリー城）で名代を務め、堅実に領地経営している姿が描かれている。
レファルドIV世
アノス法王。
グレゴール・エライセン
通称「偉い先生のグレゴール」。建築家にして音楽家。新しい音楽堂を建設している。
バンダオート
エライセンの友人のチャ=ザ神官。
カルプラス伯爵
アノス財務大臣。エライセンの従兄弟で、音楽堂のスポンサー。
バラスト
アノス盗賊ギルドのメンバー。
ブルボン
アノス近海に住むマーマン。好戦的な性格で粗暴な口調。恋人あり。
マック
アノス近海に住むマーマン。ダークエルフに襲撃されて重傷を負う。
ルキアルの密偵
オラン王国のスパイと称し、アノス国内で高官を殺害するなどテロリズムを行った男。カルプラス伯爵と通じているかのように扮し、伯爵が逮捕されるように仕向けた。クラリッサという、フィリスに面影の似た恋人がいた。
アードウォール伯爵
アノス財務副大臣。ルキアルの密偵になます斬りにされた。
ガルバス
マーマンの集落を毒の壺で攻撃したダークエルフの一人。最後はブルボンに殺された。
ルキアルの使者
猪首の人間男性。ギャロットを武器に使う。
バブリーズが一流の目安である5レベルを超えた高レベルに成長したため、終盤では高レベルのNPC、社会的地位の高いNPC、モンスターNPCなどが多数登場した。また、イーストエンドなど多くの作品未登場地域とも関わりを持つことになった。

## 関連エピソードとルール改訂

### 完全版への契機
ソード・ワールドRPGにおいて、グラスランナーが初めてPCとして登場したシリーズでもあり、その活用法が示された。また、スイフリーが使った戦法によって一部の精霊魔法のバランス調整が行われるなど、様々なルール改変、世界の広がりの契機となった作品でもある。
ちなみにグラスランナーについて設定が掘り下げられるのは後続の第4部、および短編小説尻っぽのともだち（短編集『バブリーズ・リターン』収録）以降のことである。

### モケケピロピロ
大胆な物量作戦いわゆる「お大尽アタック」やスイフリーの際立つ知的なプレイングと並ぶ、同リプレイのハイライトの一つとして強烈な印象を残しているのがモケケピロピロの誕生である。詳細は、モケケピロピロのページを参照。

### その後の第3部リプレイ
リプレイ初期に登場した悪役・ヴォーゲルが混沌の地を扱った『RPGドラゴン』誌連載の企画にて再登場している。読者投稿キャラクターで、「死亡したグイズノーを格安料金で蘇生させてしまい左遷されたラーダ神官」なるキャラクターも採用されている。
山本弘の「ソード・ワールドRPGシアター」にも、バブリーズを主人公とした作品原案「子供たちを責めないで」が投稿・紹介されており、企画連載中に開催されたイベントJGC'97においても同原案の作品化を望む声が多数山本に寄せられた。山本は「（バブリーズは）他人のキャラだけに使いにくい」という旨の回答を返しこれを渋ったが、後日シアター単行本の『五分間シアター』にて同原案は収録されている。収録された位置も、目に止まりやすい場所であった。
このほか、『ドラゴンマガジン』誌の当時の読者投稿に、バブリーズ関連のものが多く採用されていることも特筆すべき事項である。
なお、リプレイ終了後に発売された小説『バブリーズ・リターン』では、イラスト担当が中村博文から竹浪秀行に変更された。さらにその後に発売されたリプレイアンソロジーの中の一編『デーモン・アゲイン』では、再び中村博文がイラストを担当した。

### 負の遺産
ソード・ワールドの絶頂期を現出させた第3部であるが、同時に多くの負の遺産も残した。スイフリーのマンチキンプレイとも称される、ルールの穴を突くプレイングが完全版製作にあたって「ルールの穴を塞ぐ」形の修正を招くことになったのはその最たるものである。他にも、ファリスの神官、クレア・バーンロードをNPCとし、嫌な奴でないファリス神官の例を見せようとしたが、PCたちが個性的すぎたため影が薄くなり、リプレイ第1部から綿々と続いていた「ファリス・バッシング」の完全払拭には至らなかったなど、消化しきれなかったテーマもある。この解決は結局「新ソード・ワールドRPGリプレイ」のイリーナ・フォウリーの登場を待たねばならず、シリーズ最後期まで継続した。

## 作品一覧
- ソード・ワールドRPGリプレイ集（旧版）
  - 6 『2万ガメルを取り返せ!』 ISBN 4-8291-4280-4
    - 第1話 賢者の事情
    - 第2話 オラン商人道
    - 第3話 穴の中の懲りない面々
    - 第4話 2万ガメルを取り返せ!

  - 7 『混沌魔術師の挑戦』 ISBN 4-8291-4285-5
    - 第5話 結婚するって本当ですか?
    - 第6話 混沌魔術師の挑戦
    - 第7話 虎と少女とサーカス団

  - 8 『亡者の村に潜む闇』 ISBN 4-8291-4295-2
    - 第8話 亡者の村に潜む闇
    - 第9話 デーモン! デーモン!
    - 第10話 悪党になりたい!?

  - 9 『バブリーズ・フォーエバー』 ISBN 4-8291-4306-1
    - 第11話 冒険者たち、海へ
    - 第12話 陰謀の予兆
    - 第13話 魔術師なんて怖くない
    - 第14話 バブリーズ・フォーエバー
- ソード・ワールドRPGリプレイ集 バブリーズ編（新装版）
  - 1 『2万ガメルを取り返せ!』 ISBN 4-8291-4378-9
  - 2 『混沌魔術師の挑戦』 ISBN 4-8291-4379-7
  - 3 『亡者の村に潜む闇』 ISBN 4-8291-4380-0
  - 4 『バブリーズ・フォーエバー』 ISBN 4-8291-4381-9
- ソード・ワールドRPGリプレイ・アンソロジー
  - 『デーモン・アゲイン』 ISBN 4-8291-4461-0
    - デーモン・アゲイン!
- ソード・ワールドRPG人気パーティシナリオ集
  - 『世界の果ての壁』 ISBN 4-8291-4289-8
    - 裏切りの友情
- 小説
  - 『バブリーズ・リターン』 編/安田均 ISBN 4-8291-2913-1
    - 『尻っぽのともだち』 著/小川直人
    - 『振り向けばハッピネス』 著/柘植めぐみ
    - 『鮫の子は鮫』 著/川人忠明
    - 『バブリーズ・リターン』 著/清松みゆき
- その他
  - 西部諸国シアター1『帰ってきたドラゴン』 ISBN 4-8291-4346-0
    - 五分間シアター／子供たちを責めないで